# Severino Minelli
Severino «Sevi» Minelli (* 6. September 1909 in Küsnacht; † 23. September 1994) war ein Schweizer Fussballspieler.

## Karriere
Minelli wurde am rechten Zürichseeufer in Küsnacht geboren, wo er beim lokalen FC Küsnacht seine Fussballer-Karriere begann.
Der auf der Position des Verteidigers eingesetzte Minelli spielte danach für den Servette FC. Nach drei Jahren und einem Titel kehrte er nach Zürich zurück. Er wechselte zum Grasshopper-Club, bei dem er zu einem der berühmtesten Spieler avancierte. Minelli holte, von 1930 bis 1943, beim GCZ fünf Meisterschaften und acht Cupsiege. Mit 80 Länderspielen war er lange Zeit Schweizer Rekordinternationaler. Er nahm an den Weltmeisterschaften 1934 und 1938 teil.
Der von seinen Vorfahren aus Bergamo mit dem italienischen Temperament versehene Minelli zählte in seinem Zenit zum Kreis der Weltklasse-Verteidiger, dem etwa auch die Briten Male und Hapgood, der Deutsche Janes, der Österreicher Sesta sowie die Italiener Rosetta, Caligaris, Foni und Rava angehörten.
Minelli machte insgesamt 80 Länderspiele für die Schweiz. Am 12. November 1939 löste er mit seinem 69. Spiel den Ungarn Imre Schlosser und seinen Landsmann Max Abegglen als Europarekordler und am 31. März 1940  mit seinem 70. Länderspiel den Uruguayer Ángel Romano als Weltrekordhalter ab. Er steigerte den Rekord bis zum 14. Juni 1943 auf 80 Spiele und blieb 13 Jahre lang Rekordhalter, ehe er am 15. Juli 1956 durch den Ungarn Ferenc Puskás mit dessen 81. Länderspiel als Europa- und Weltrekordler abgelöst wurde. Er blieb Schweizer Rekordnationalspieler bis zum 16. Dezember 1987 und wurde dann von Heinz Hermann abgelöst.
Nach seiner Laufbahn gehörte Minelli von 1949 bis 1951 der Selektionskommission für die Schweizer Nationalmannschaft an. 1983 wurde er zum Ehrenmitglied des SFV ernannt.